# مهدي خزعلي
مهدي أبو القاسم غُلامرضا الخَزعَلي (25 نوفمبر 1965) (2 شعبان 1385) طبيب عيون وناشط سياسي إصلاحي إيراني. ولد في قم في عائلة مسلمة إثنا عشرية ملتزمه وأبوه هو أبو القاسم خزعلي من علماء دين. وهو أيضا باحث إسلامي ومدير معهد حيّان الثقافي في طهران. يعد من منتقدي الحكومة في إيران. رشّح نفسه للرئاسة في انتخابات الرئاسية 2017 ، ولكن تم استبعاده من قبل مجلس صيانة الدستور. عارض عدة مرات التدخل الإيراني في الحرب الأهلية السورية. يعتقد بولاية الفقيه لكنه يعارض الخامنئي في تقلده لهذا المنصب.

## آرائه السياسية
عارض مهدي خزعلي عدة مرات التدخل الإيراني في الحرب الأهلية السورية. في يوليو 2016 وصف السياسات الإيرانية في سوريا بأنها خاطئة وقال إنه لم يكن ينبغي للحرس الثوري التدخل عسكريا فيها. انتقد القائد قاسم سليماني، وقال «ولولا تدخله في سوريا لكان الرئيس السوري بشار الأسد قد رحل منذ عام 2011.» واعتبر أن رحيل الأسد كان سيعد نهاية نظام «بعثي عفلقي مستبد وديكتاتوري ليأتي حكام جدد بالطرق الديمقراطية، وكان بالإمكاننا إنشاء علاقات جيدة مع الحكام الجدد لسوريا.» واعتبر أن سياسات الحرس الثوري، كانت وراء إفراز تنظيم الدولة الإسلامية. 